# Local Government Board
Le Local Government Board (« Bureau de gouvernement local »), ou LGB est une institution gouvernementale du Royaume-Uni ayant existé de 1871 à 1919, et étant chargée de la supervision de l'administration territoriale de l'Angleterre et pays de Galles. 
Le LGB est créé par le Local Government Board Act 1871 (« Loi de 1871 sur le Bureau de gouvernement local »), qui lui accorde les compétences de santé publique et de gestion territoriale du secrétaire d'État à l'Intérieur et du Conseil privé, ainsi que toutes les fonctions du Poor Law Board (en) (« Bureau des lois sur les pauvres »), qui est supprimé.

## Composition
Le bureau est composé d'un président, nommé par la monarchie britannique et servant sous ses ordres. Le président dispose d'un siège et d'un vote à la Chambre des communes, et est souvent membre du cabinet ministériel. Le bureau possède plusieurs membres ex officio : le Lord President of the Council, le Secrétaire d'État, le Lord du Sceau Privé et le Chancelier de l'Échiquier. Ces membres ne disposent d'aucun traitement pour cette charge. 
Le bureau se réunit rarement, et sa politique est définie par son président. Il est assisté par un secrétaire parlementaire, également membre de la Chambre des communes, et d'un fonctionnaire comme secrétaire permanent. Le travail pratique du LGB est effectué par ses agents salariés.

## Agents
Le Local Government Board peut nommer plusieurs secrétaires, assistants de secrétariat, inspecteurs, auditeurs, clercs, messages, "et autres agents" comme bon lui semble, sous réserve de l'approbation du Trésor de Sa Majesté. Les salaires ont également à être confirmés par le parlement. À la création du bureau, l'équipe du Poor Law Board, du Local Government Act Office et du département de la santé du Conseil privé sont transférés dans la nouvelle institution.

## Pouvoirs et devoirs
Le but du LGB est « la supervision des lois relatives à la santé publique, le soulagement de la pauvreté, et l'administration locale ». La loi liste les différentes compétences transférés depuis d'autres institutions.

## Abolition
Le Ministry of Health Act 1919 abolit le LGB, et tous ses pouvoirs et missions sont transférés au nouveau ministère.

## Sources
- Milo R. Maltbie, « The English Local Government Board », Political Science Quarterly, Academy of Political Science, vol. 13, no 2,‎ juin 1898, p. 232–258 (JSTOR 2140168)